# 山本亨介
山本 亨介（やまもと きょうすけ、1923年4月29日 - 1995年11月10日）は、日本の将棋観戦記者、将棋史研究者、小説家。ペンネームは天狗太郎。日本文芸家協会会員。

## 経歴
和歌山県東牟妻郡古座町出身。1943年、彦根高等商業学校卒業。
1946年に大阪日日新聞に入社し、吉井栄治の後をうけて将棋を担当。1951年に上京してサンケイ新聞記者となり、将棋・囲碁を担当、天狗太郎のペンネームで観戦記を執筆。1960年朝日新聞東京本社に移り、観戦記に健筆をふるう。1963年に退社してフリーの文筆活動に。
かたわら1953年頃から将棋史の研究に着手し、「将棋文化史」「将棋庶民史」「名棋士名勝負」「勝負師の門」「学徒出陣ふたたび」などを発表。碁界に比して史伝の少ない将棋史の第一人者だった。

## 著書

### 単著
- 将棋文化史　山本亨介 著 朝日新聞社 1963
- 名棋士名勝負 天狗太郎 著 文芸春秋新社 1965
- 将棋文化史 山本亨介 著 集団形星 1968
- 将棋名言集 天狗太郎 著 社会思想社 1969 (現代教養文庫)
- 勝負師の門 : 新・名棋士名勝負 天狗太郎 著 光風社書店 1970
- 将棋庶民史 山本亨介 著 朝日新聞社 1972
- 将棋文化史 山本亨介 著 光風社書店 1973
- 名棋士名勝負 天狗太郎 著 光風社書店 1974
- 勝負師の門 : 新・名棋士名勝負 天狗太郎 著 光風社書店 1976
- 将棋好敵手物語 : 激闘争覇の五十年 天狗太郎 著 光風社書店 1976
- 将棋101話 : 庶民遊戯四百年の履歴書 天狗太郎 著 光風社書店 1976 (Bear backs)
- 棋士の世界 天狗太郎 著 時事通信社 1977
- 将棋文化史 山本亨介 著 筑摩書房 1980
- 将棋‐負けない指し方 天狗太郎 日本文芸社 1985
- 将棋とっておきの話　山本亨介 著 筑摩書房 1987
- 学徒出陣ふたたび 山本亨介 著 筑摩書房 1987
- 田淵豊吉伝 : 警世の人 山本亨介 著 詩画工房 1990
- 南紀古座随想 : 郷土文化史の側面 山本亨介 著 竹頭社 1991
- 将棋の民俗学 天狗太郎 作品社 1992
- 将棋金言集 天狗太郎 時事通信社 1992
- 昭和「将棋指し」列伝 天狗太郎　時事通信 1993
- 夢は、かならずかなう : 最強の将棋名人・大山康晴 山本亨介 作,安井庸浩 絵 PHP研究所 1993 (PHP愛と希望のノンフィクション)
- 種痘医小山肆成の生涯 山本亨介 著 時事通信社 1994
- 将棋の鬼―天狗太郎将棋小説集 天狗太郎 構想社 1998
- 将棋・戦国争覇録―升田・大山時代から羽生七冠王誕生まで 棋界コラム455カ月分の集大成 天狗太郎　日本将棋連盟　1998

### 共著
- 将棋名勝負物語 原田泰夫, 天狗太郎 著 時事通信社 1972
- 名匠の棋跡 大内延介 (著), 天狗太郎 (著) 時事通信社 1980
- 振飛車のルーツ 大内延介 (著), 天狗太郎 (著) 時事通信社 1982
- 将棋‐こう指せば勝つ  大内延介  (著), 天狗太郎 (著) 日本文芸社 1985

### 編集担当
- たちまち初段になる将棋―いちばん上達が早い方法 (プレイブックス) 北村昌男 (著), 天狗太郎 (編) 青春出版社 1977
- 日本将棋大系 筑摩書房 1978 - 1980
- 棋風堂堂―将棋と歩んだ六十九年間の軌跡 大山康晴  (著), 天狗太郎 (編集) PHP研究所 1992